# Montezumia cortesia
Montezumia cortesia är en stekelart som beskrevs av Henri Saussure 1852. Montezumia cortesia ingår i släktet Montezumia och familjen Eumenidae. Inga underarter finns listade i Catalogue of Life.